# Mateus dos Santos Castro
Mateus dos Santos Castro, meglio noto come Mateus (Itabuna, 11 settembre 1994), è un calciatore brasiliano, attaccante del Nagoya Grampus.

## Palmarès

### Club

#### Competizioni statali
- Campionato Baiano: 1

Bahia: 2015

#### Competizioni nazionali
- J2 League: 1

Omiya Ardija: 2015
- Campionato giapponese: 1

Yokohama F·Marinos: 2019
- Coppa J. League: 1

Nagoya Grampus: 2021